# ゴールデン☆らんでぶぅ〜
ゴールデン☆らんでぶぅ〜は、DDTプロレスリングのユニットである。

## 概要
- 2012年9月に起きた全ユニット再編成の中、伊橋と中澤マイケルがゴールデン☆ラヴァーズとのユニット結成を各々に希望。
- 9月30日、後楽園大会のダークマッチにて行われた「飯伏幸太及びケニー・オメガ、ユニット争奪戦ボクシングマッチ」で中澤マイケルに勝利。飯伏、ケニー、伊橋と、リーダーとしてDDT映像班の今成夢人を加えたゴールデン☆らんでぶぅ～を結成。
- 2014年3月30日、モンスターアーミーを解散した直後の佐々木大輔がゴールデン☆らんでぶぅ～入りを希望。当日行われた査定マッチに勝利しユニット入り。だが佐々木は伊橋が大嫌いだという。

## メンバー
- 飯伏幸太（リーダー）
- ケニー・オメガ
- 佐々木大輔
- 伊橋剛太
- 今成夢人

## 連携技
- アルティメット☆ゴールデン☆バーガー

倒れた相手に伊橋・ケニー・飯伏の順にその場飛びムーンサルトで折り重なっていきフォールを奪う。
- PKこころ

通常のと違い、佐々木が飯伏を跳ね上げる。
- クロススラッシュ

通常のものに加え、佐々木のトペ・スイシーダが追加される。
他にも技名は無いが3人連続でケブラドーラ・コンヒーロを仕掛けるコンビネーション等も存在。

## 獲得タイトル
- KO-D6人タッグ王座

第2代（飯伏・ケニー・伊橋）
第9代（飯伏・ケニー・佐々木）